# Treviso Bresciano
Treviso Bresciano là một đô thị thuộc tỉnh Brescia trong vùng Lombardia ở Ý. Đô thị này có diện tích 17 km², dân số 584 người.
Đô thị này giáp với các đô thị sau: Capovalle, Idro, Lavenone, Provaglio Val Sabbia, Vestone, Vobarno.